# Akšinskij rajon
L'Akšinskij rajon (in russo Акшинский район?) è un municipal'nyj rajon del Territorio della Transbajkalia, nell'Estremo Oriente russo; il capoluogo è Akša. Istituito il 4 gennaio 1926, ricopre una superficie di 7 343,83 chilometri quadrati. Ha una popolazione di 8 788 abitanti. Il distretto è suddiviso in 15 comuni rurali.